# Liste der Baudenkmäler in Dollnstein

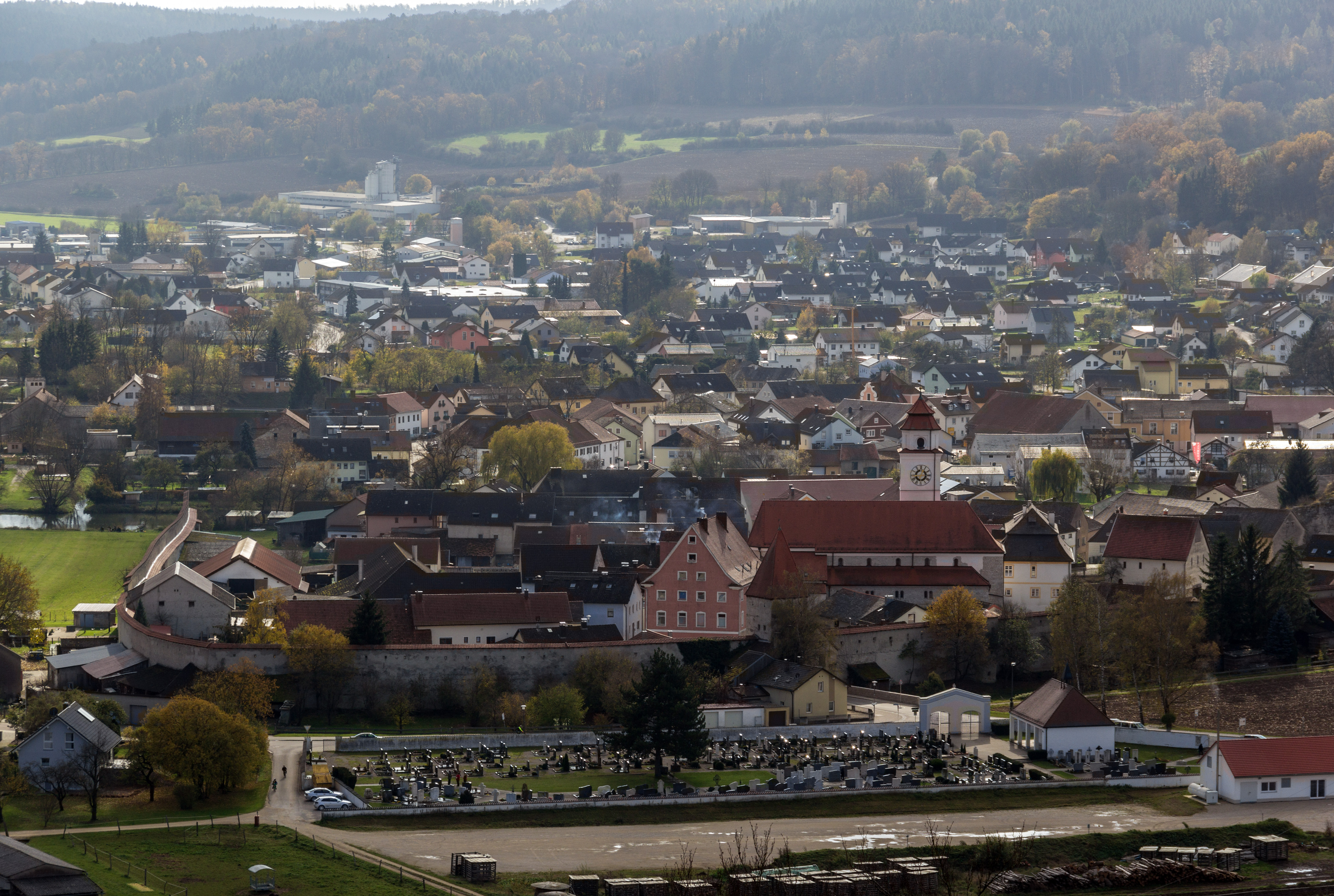
Blick auf Dollnstein

Auf dieser Seite sind die Baudenkmäler in dem oberbayerischen Markt Dollnstein zusammengestellt. Diese Tabelle ist eine Teilliste der Liste der Baudenkmäler in Bayern. Grundlage ist die Bayerische Denkmalliste, die auf Basis des Bayerischen Denkmalschutzgesetzes vom 1. Oktober 1973 erstmals erstellt wurde und seither durch das Bayerische Landesamt für Denkmalpflege geführt wird. Die folgenden Angaben ersetzen nicht die rechtsverbindliche Auskunft der Denkmalschutzbehörde.

## Ensemble Ortskern Dollnstein
Das Ensemble umfasst den Bereich innerhalb des
ummauerten historischen Marktortes links der Altmühl; ohne den rechts des Flusses gelegenen Vormarkt.
Dollnstein entstand am Platz eines königlichen Gutes des 10. Jahrhunderts an einem Altmühlübergang, der seit römischer Zeit genutzt wird. Die urkundliche Ersterwähnung im Rahmen einer Schenkungsurkunde 1007 deutet somit auf eine nachhaltige Ansiedlung vor 1000 n. Chr. hin. Die ehemals auf einer Felsbank, nahe dem Ufer, befindliche Burg wurde wohl ebenso in dieser Zeit gegründet. Sie war bis 1440 Sitz verschiedener Adelsherrschaften. Im späteren 19. Jahrhundert wurde die Burg allerdings bis auf wenige Reste abgebrochen. Sie gelangte 1440 zusammen mit dem kleinen Marktort, seit 1387 mit Marktrechten ausgestattet, an das Hochstift Eichstätt.
Die zwischen 1387 und 1401 durch Bischof Friedrich II. von Heydeck angelegte Marktmauer ließ Bischof Wilhelm von Reichenau 1490/91 nochmals verstärken. Diese den Markt und Burgberg umziehende hohe Ringmauer hat sich einschließlich des nördlichen Markttors und dem ehemaligen Grabenbereich weitgehend eindrucksvoll erhalten und grenzt die Siedlung noch heute streng gegen die umgebende Tallandschaft ab.
Die gliedernde Hauptachse im Ensemble ist der Zug der Marktstraße (Papst-Viktor-Straße) zwischen den beiden Markttoren (Altmühltor 1903 abgebrochen). In der Mitte erweitert sie sich zu einem kleinen Marktplatz mit dörflichem Charakter, der auch den Zugang zur erhalten gebliebenen Vorburg bildet (Unterer Burghof). Der hintere Teil des Marktes wird vom Kirchberg überragt, auf dem sich die im Kern romanische Pfarrkirche St. Peter und der barocke Pfarrhof erheben und an dessen Fuß der hohe Steilgiebelbau des ehem. fürstbischöflichen Kastenamtes die historischen Herrschaftsverhältnisse noch anschaulich macht.
Teilweise erhaltene, schlichte Wohnhäuser des 18. bis frühen 20. Jahrhunderts fassen die drei wichtigsten Straßen- und Platzräume (Papst-Viktor-Straße, Thorgasse, Marktplatz) ein. Es handelt sich um giebelständige Handwerker- und Ackerbürgerhäuser, in der Regel in Altmühljura-Bauweise, verputzt, mit flachgeneigten Satteldächern, dazwischen auch einige fränkische Steilgiebel und Fachwerke. Ein Teil der Kleinhausbebauung hat sich in der Thorgasse erhalten.
Aktennummer: E-1-76-121-1.

## Marktbefestigung Dollnstein
Hoher Mauerzug aus verputztem Bruchsteinmauerwerk mit Resten des Wehrgangs und Befestigungstürmen, Ende 15. Jahrhundert, östlich, nördlich und westlich, südlich nur im Bereich des Unteren Burghofs erhalten. 
Im Südwesten zweigeschossiger Eckturm mit Zeltdach, erneuert und modern ausgebaut. Das Brückentor wurde 1903 abgebrochen. 
Aktennummer: D-1-76-121-1.

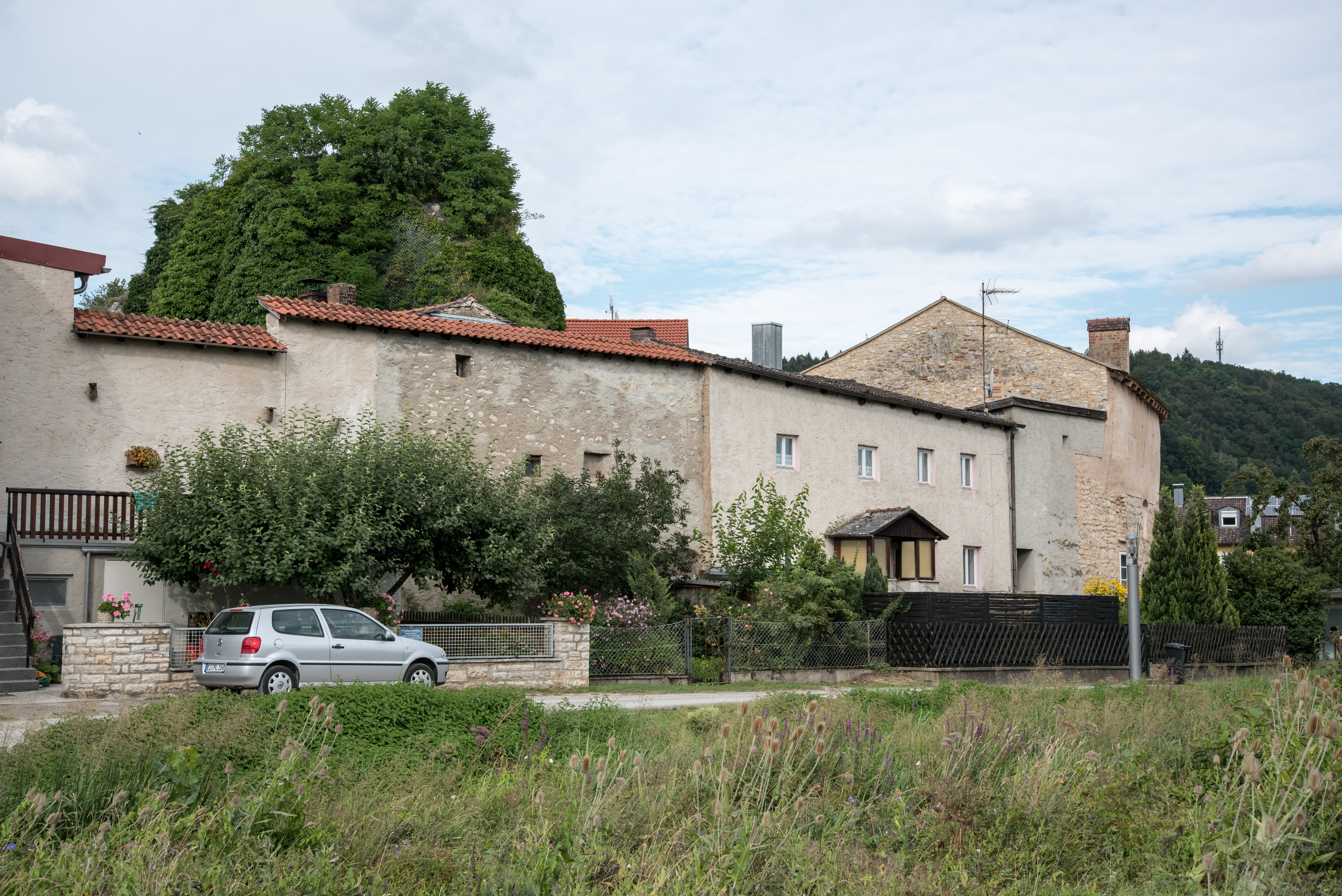
südwestliche Befestigungsmauer, Feldseite
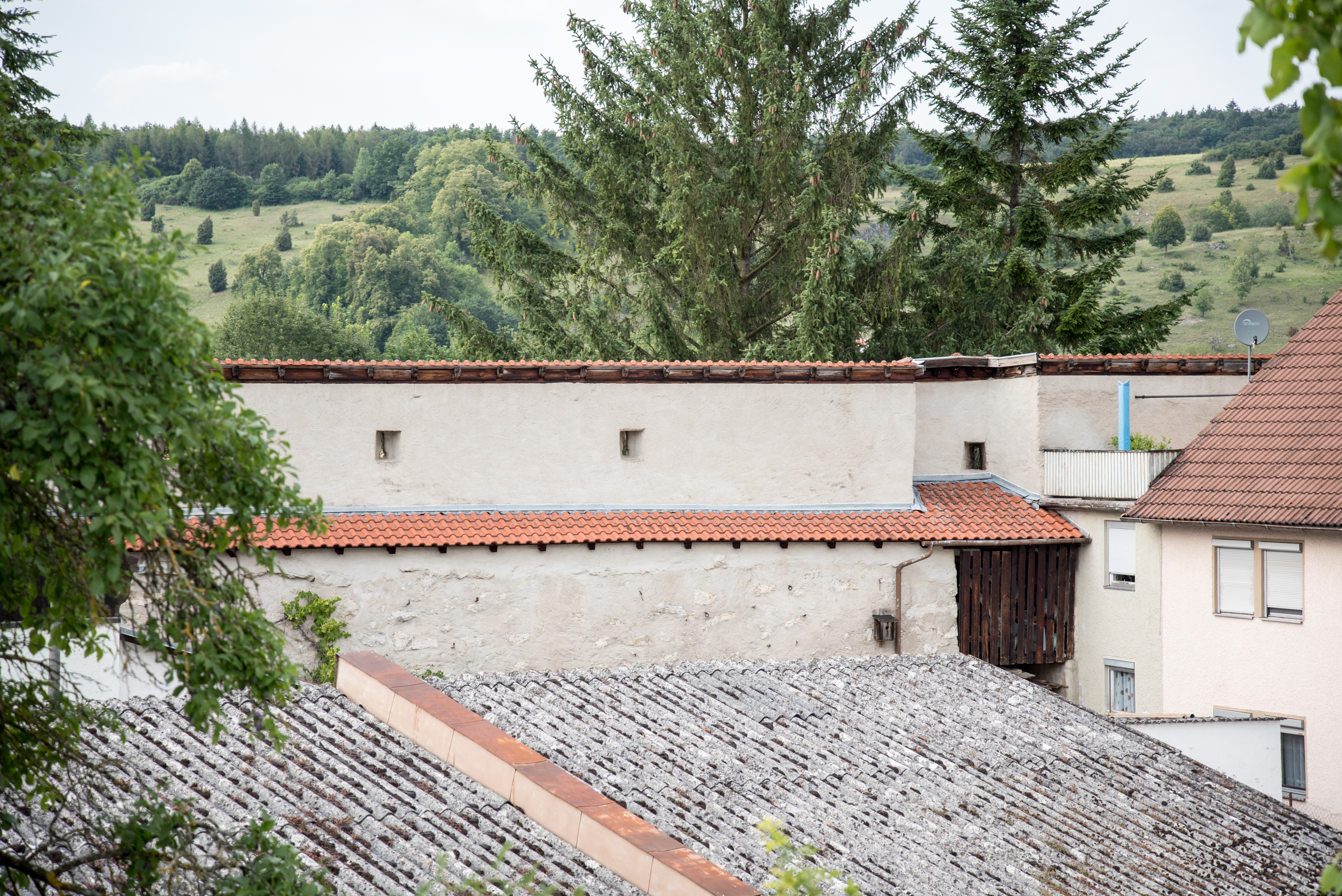
westliche Befestigungsmauer, Ortsseite
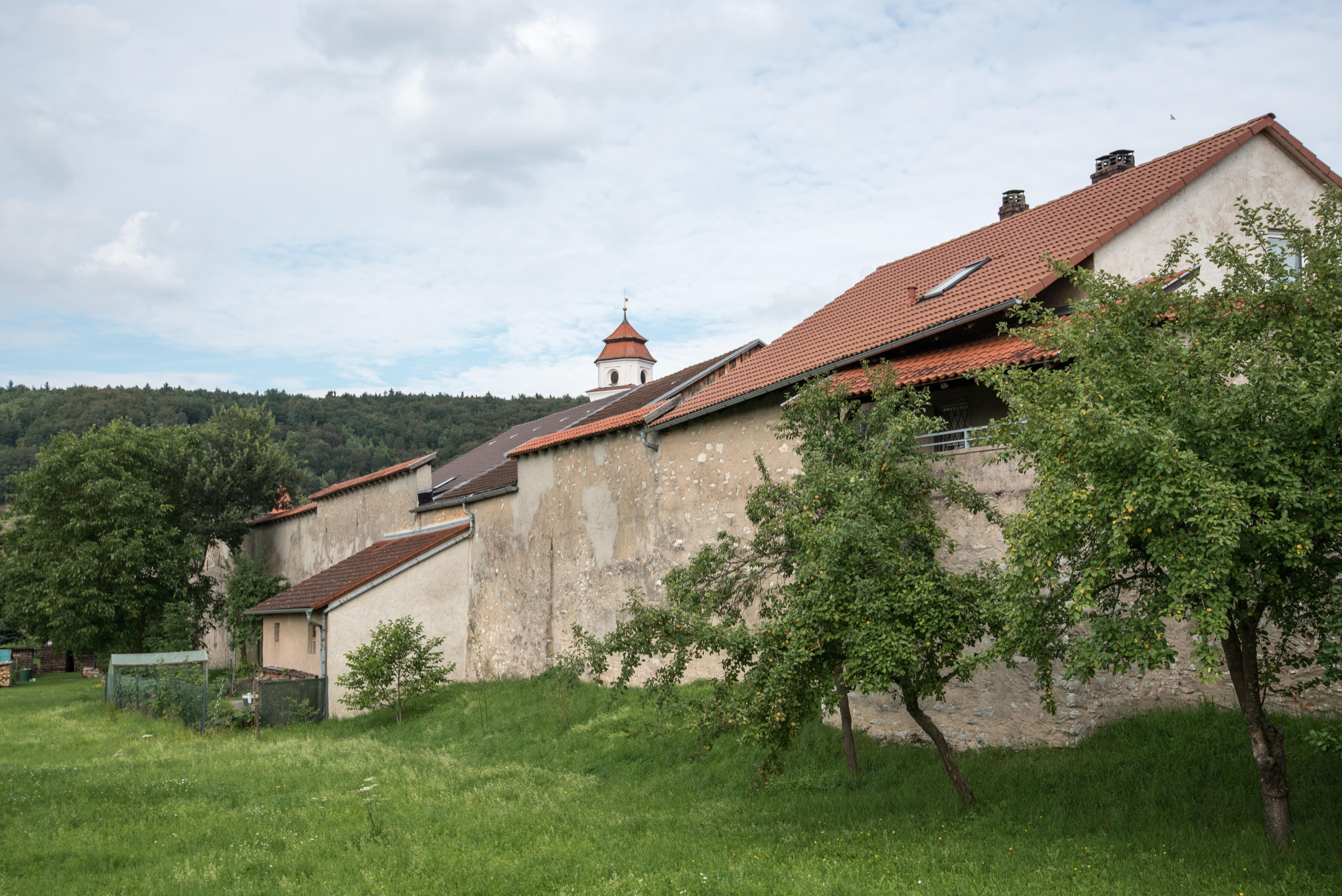
westliche Befestigungsmauer, Feldseite
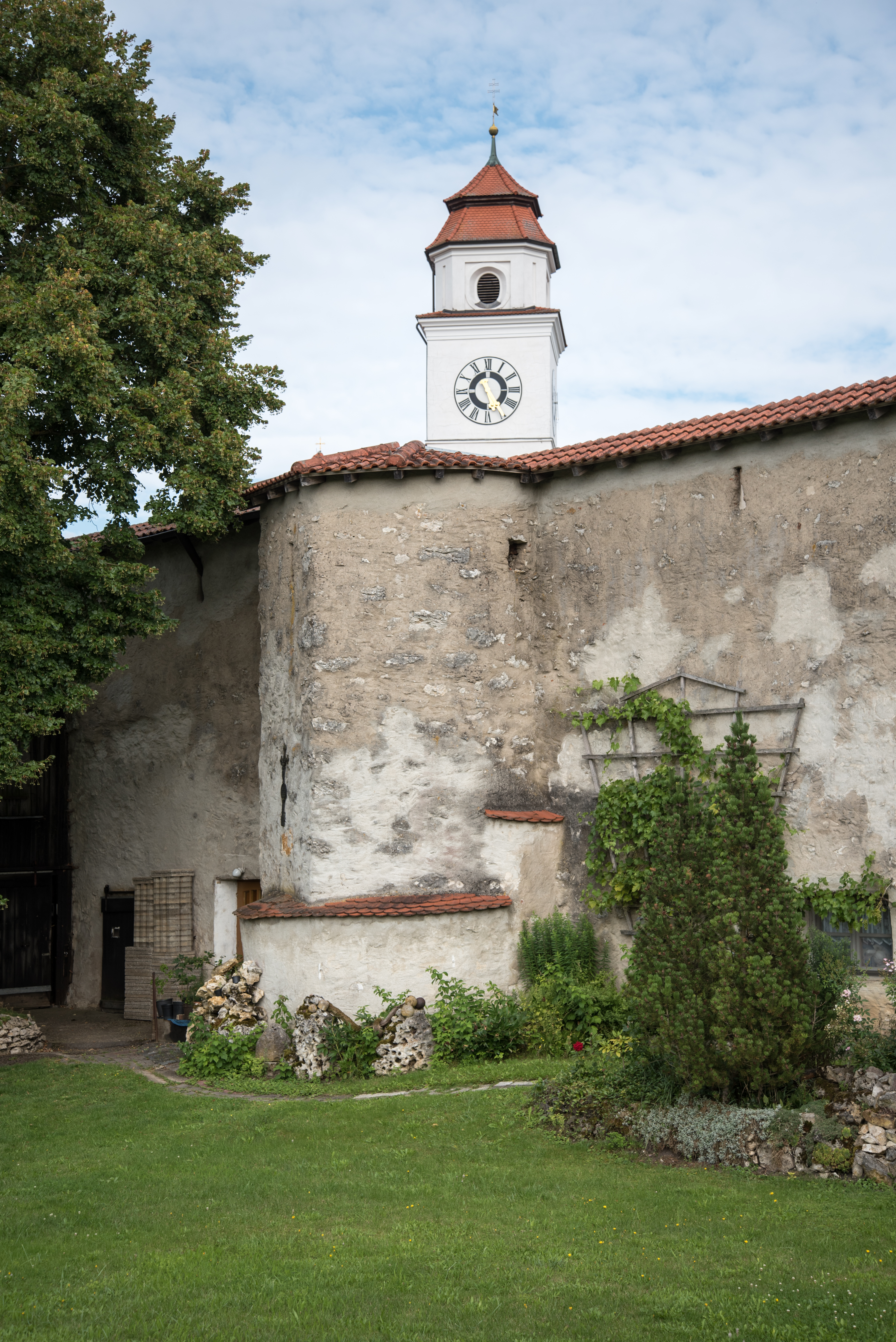
westliche Befestigungsmauer mit Mauerturm, Feldseite
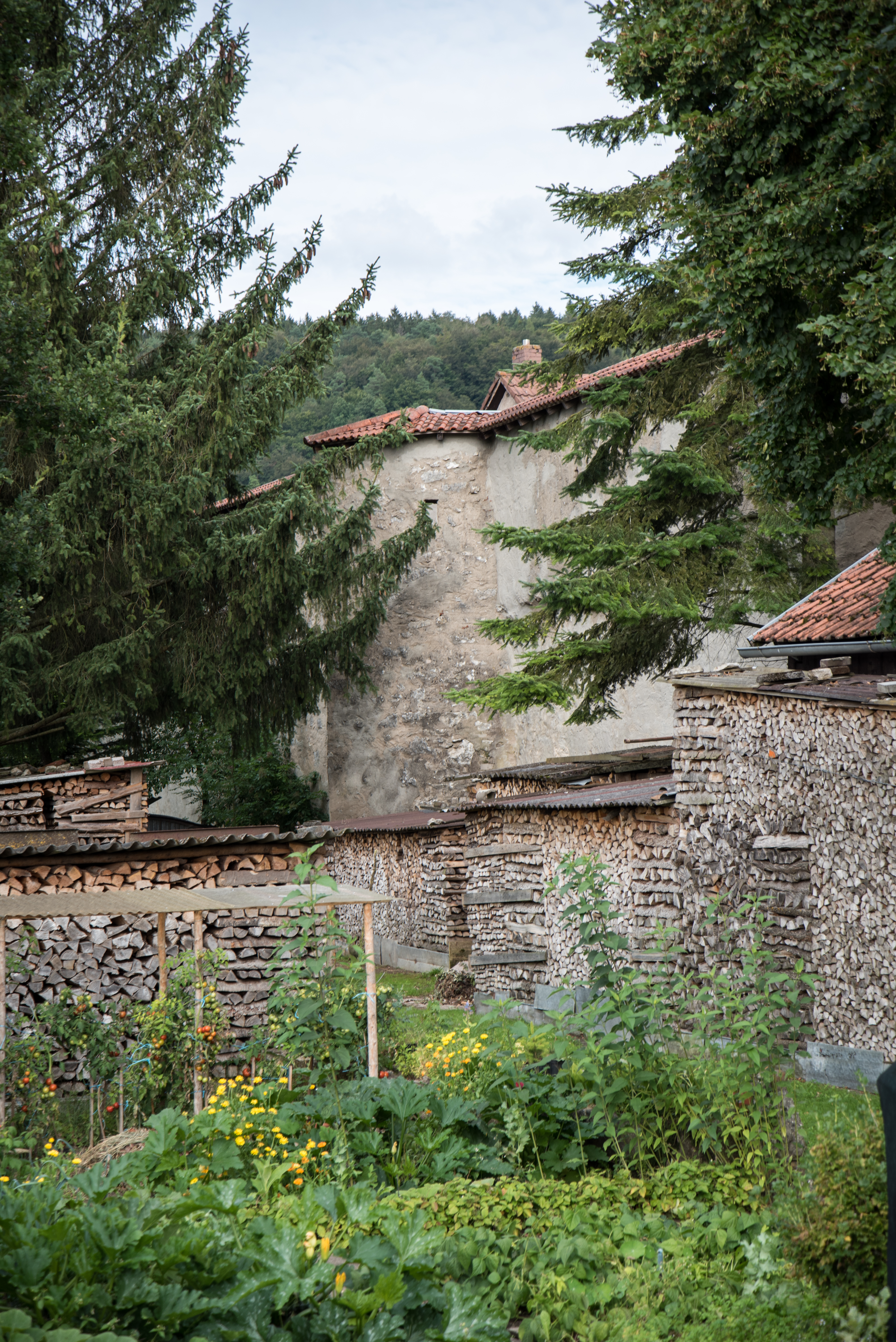
westliche Befestigungsmauer mit Mauerturm, Feldseite
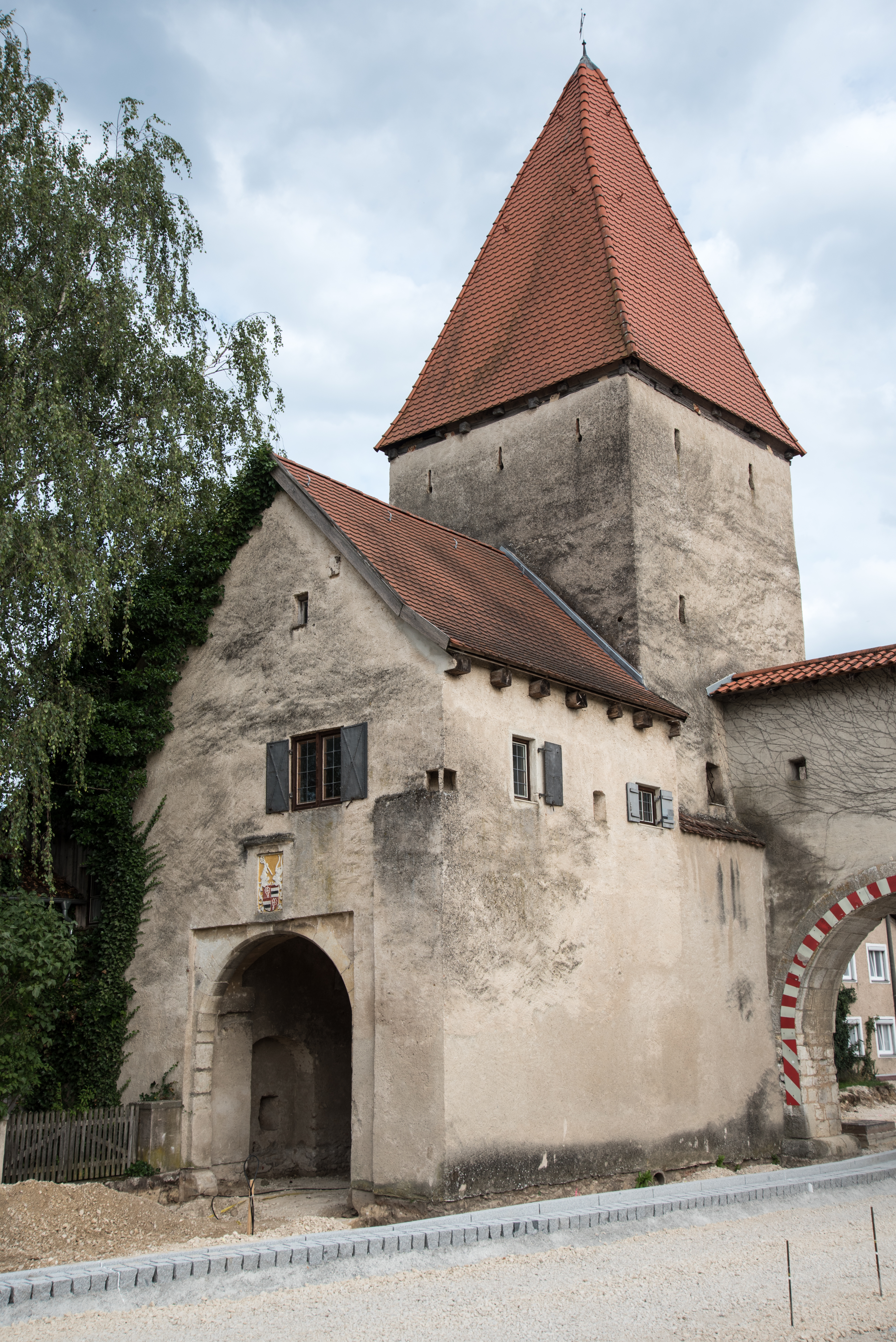
Tor und Torturm
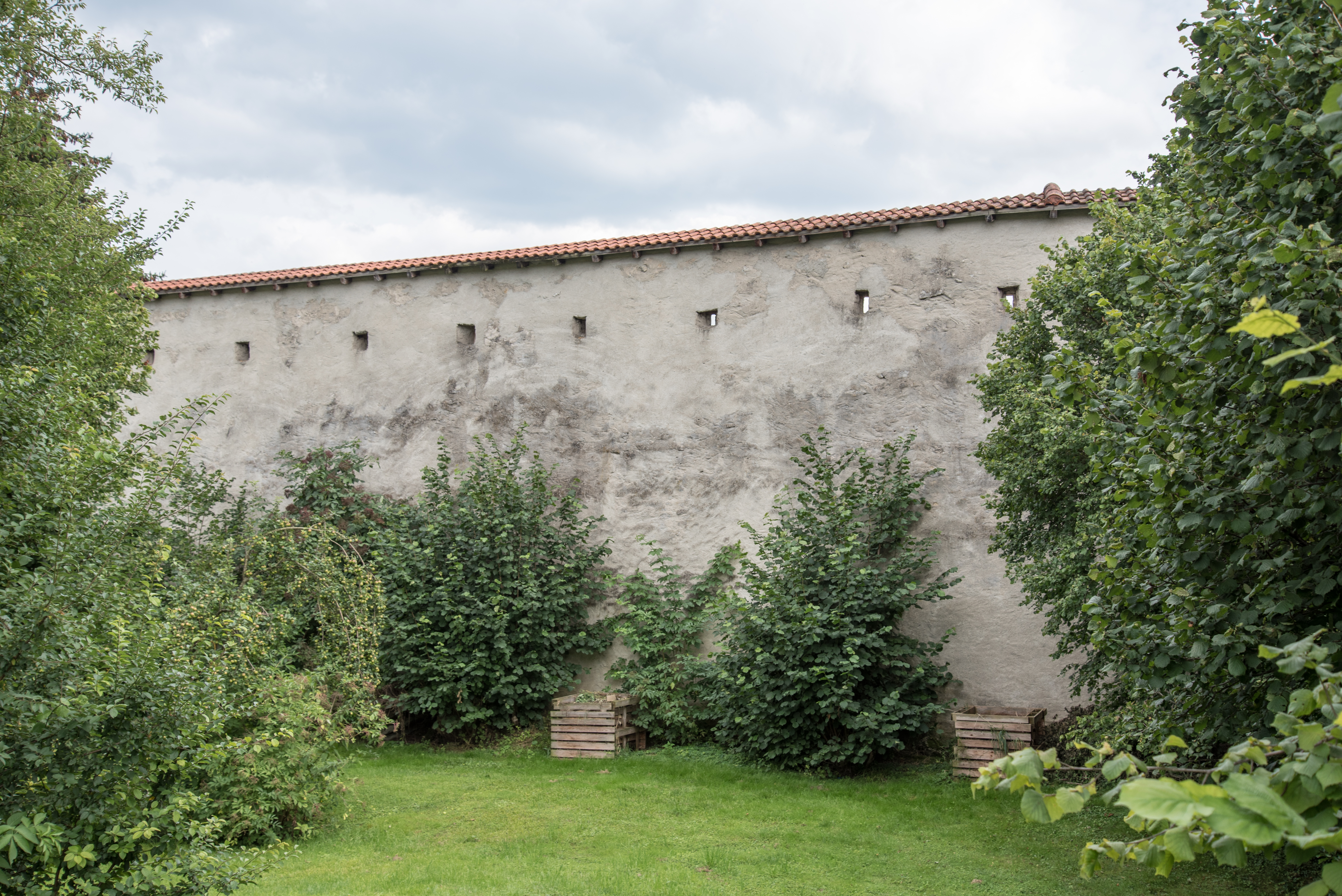
östliche Befestigungsmauer, Feldseite
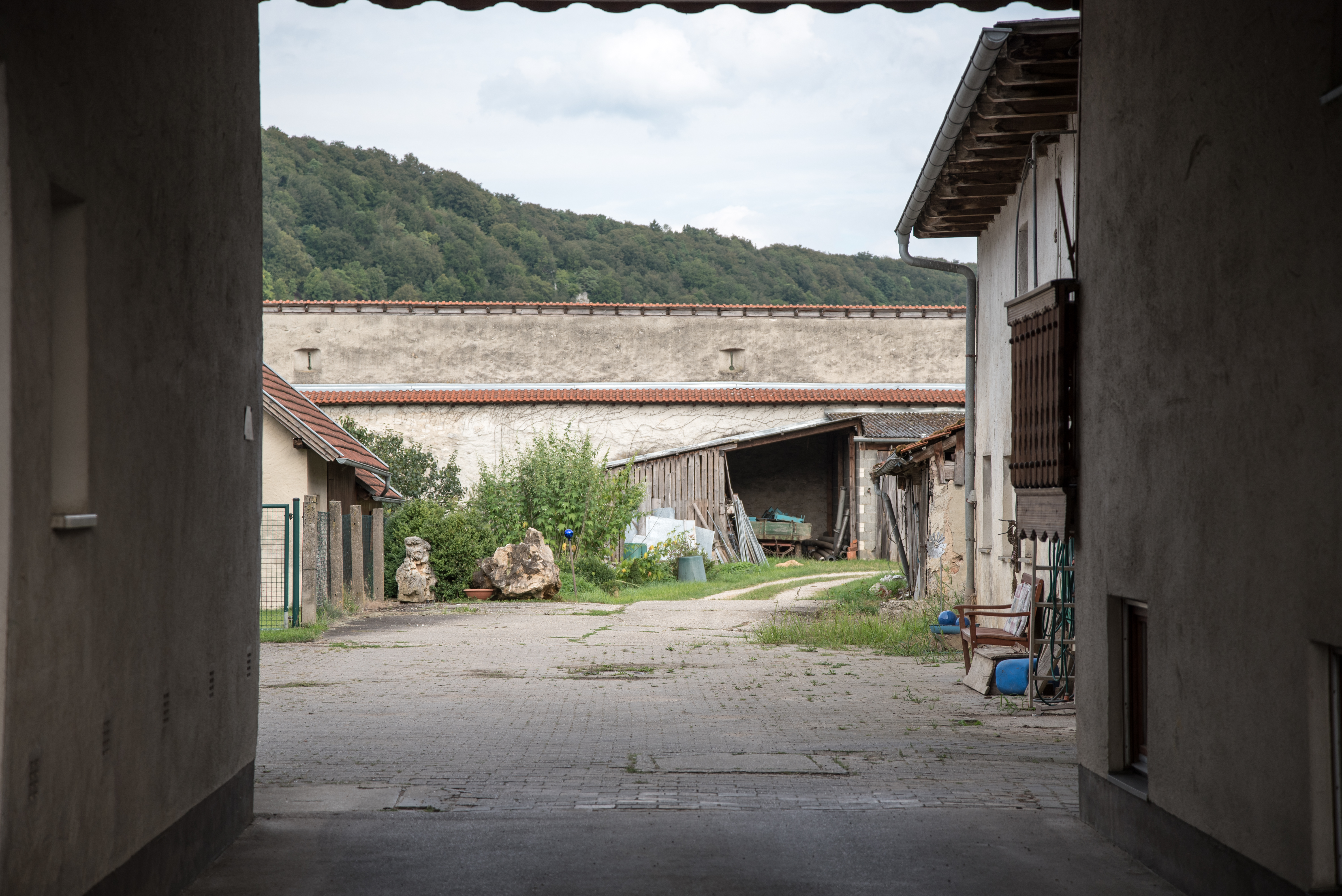
östliche Befestigungsmauer, Ortsseite

## Baudenkmäler nach Gemeindeteilen

### Dollnstein
| Lage                                                           | Objekt                                                                              | Beschreibung | Akten-Nr.                        | Bild |
| -------------------------------------------------------------- | ----------------------------------------------------------------------------------- | --- | -------------------------------- | --- |
| Altmühlweg 8 (Standort)                                        | Ehemaliges Kleinbauern- und Fischerhaus                                             | Breitgelagerter giebelständiger Wohnstallbau mit Kalkplattendach (erneuert), im Kern 16. Jahrhundert oder älter, Teilaufstockung mit Querfirst-Giebel um 1870 | D-1-76-121-67 Wikidata           | weitere Bilder |
| Am Kirchberg; gegenüber Nr. 4 aufgestellt (Standort)           | Fuß eines Taufsteins                                                                | Anfang 16. Jahrhundert; nicht nachqualifiziert, im Bayerischen Denkmal-Atlas nicht kartiert | D-1-76-121-7 Wikidata            | BW |
| Am Kirchberg 1 (Standort)                                      | Wohnhaus                                                                            | zweigeschossiger giebelständiger Satteldachbau mit Fachwerk-Obergeschoss, 18. Jahrhundert, erneuert | D-1-76-121-3 Wikidata            | weitere Bilder |
| Am Kirchberg 2 (Standort)                                      | Katholische Pfarrkirche St. Peter und Paul                                          | Saalkirche mit Steildach, ehemals romanische Anlage, geweiht 1063, gotischer Chor um 1320/30, Mansardhelm des Turms von Gabriel de Gabrieli 1728, Langhaus 1842 verlängert und 1931/32 zur dreischiffigen Anlage erweitert; mit Ausstattung Ummauerung des ehemaligen Friedhofs, im Kern mittelalterlich, teilweise erneuert            | D-1-76-121-2 Wikidata            | weitere Bilder |
| gegenüber Papst-Viktor-Straße 17 (Standort)                    | Widenbauer-Kapelle                                                                  | 19. Jahrhundert | D-1-76-121-2 zugehörig Wikidata  | weitere Bilder |
| Am Kirchberg 4 (Standort)                                      | Pfarrhof                                                                            | zweigeschossiger Mansarddachbau mit mittigem Zwerchhaus, Putzbandgliederung und Putzrahmungen um die Fenster, von Gabriel de Gabrieli erbaut 1744; Pfarrgartenmauer, 18. Jahrhundert | D-1-76-121-5 Wikidata            | weitere Bilder |
| Antoniusweg (Standort)                                         | Kapelle St. Antonius                                                                | rechteckiger Satteldachbau, mit Zwiebeldachreiter, 18. Jahrhundert; mit Ausstattung; am Antoniusweg | D-1-76-121-38 Wikidata           | weitere Bilder |
| Bahnhofstraße 18 (Standort)                                    | Bahnhof, Empfangsgebäude                                                            | dreigeschossiger Hauptbau mit Flachzeltdach und Lisenengliederung, symmetrisch angeschlossene erdgeschossige Flügelbauten mit Flachdächern, 1869/70 | D-1-76-121-8 Wikidata            | weitere Bilder |
| Bahnlinie München Hbf – Treuchtlingen (Standort)               | Kapellenbildstock                                                                   | mit „Schwarzer Muttergottes“, 19. Jahrhundert | D-1-76-121-30 Wikidata           | BW |
| Bergstraße 2 (Standort)                                        | Ehemaliges Bauernhaus                                                               | zweigeschossiger giebelständiger Satteldachbau mit Kalkplattendach, Bruchsteinmauerwerk, teilweise Fachwerk, um 1500 (Unterzug 1495 dendrologisch datiert) | D-1-76-121-66 Wikidata           | BW |
| Brückenstraße, an der Altmühlbrücke (Standort)                 | Brückenfigur Hl. Johann von Nepomuk                                                 | wohl von Matthias Seybold, 1758, auf geschweiftem Postament mit Wappen | D-1-76-121-18 Wikidata           | Brückenfigur Hl. Johann von Nepomuk                                                                                      |
| Brückenstraße 6 (Standort)                                     | Ehemaliges Kleinbauernhaus                                                          | erdgeschossiger Massivbau mit Kniestock und Kalkplattendach sowie rückseitig angeschlossenem Stallteil, im Kern erste Hälfte 19. Jahrhundert, Ausbau mit zwei symmetrischen traufseitigen Zwerchgiebeln um 1900 | D-1-76-121-68 Wikidata           | Ehemaliges Kleinbauernhaus                                                                                               |
| Burgsteinweg 1 (Standort)                                      | Friedhofstor                                                                        | Zweibogiges Eingangstor mit profiliertem Giebelfeld, mit Teilstück einer Marter von 1627 | D-1-76-121-9 Wikidata            | weitere Bilder |
| Auf der Höhe östlich über dem Ort ()                           | Kapelle                                                                             | 19. Jahrhundert; nicht nachqualifiziert, im Bayerischen Denkmal-Atlas nicht kartiert | D-1-76-121-40                    | |
| Marktplatz (Standort)                                          | Mariensäule                                                                         | Säulenbündel auf dreifach gestuftem Postament im neogotischen Stil, auf Sockel, mit vergoldeter Marienfigur, Ende 19. Jahrhundert | D-1-76-121-14 Wikidata           | weitere Bilder |
| Mühlberg, auf dem Burgstein gelegen (Standort)                 | Kapelle Hl. Geist                                                                   | rechteckiger Satteldachbau, 19. Jahrhundert; | D-1-76-121-31 Wikidata           | weitere Bilder |
| Nähe Marktplatz (Standort)                                     | Gedenktafel                                                                         | zur Erinnerung an die Römerstraße, 1859 | D-1-76-121-12 Wikidata           | weitere Bilder |
| Pappenheimer Straße 1 (Standort)                               | Bauernhaus                                                                          | zweigeschossiger giebelständiger Satteldachbau, mit Kalkplattendach, im Kern 18. Jahrhundert, mit großem Hoftor (Holzgatter), 1872, erneuert | D-1-76-121-15 Wikidata           | BW |
| Papst-Viktor-Straße 2 (Standort)                               | Ehemaliges Fürstbischöfliches Kastnerhaus, jetzt Wohnhaus                           | stattlicher dreigeschossiger Steilgiebelbau mit Zwerchhaus, 17./18. Jahrhundert, stark erneuert | D-1-76-121-17 Wikidata           | weitere Bilder |
| Papst-Viktor-Straße 2 (Standort)                               | Ehemaliger Zehentstadel                                                             | 18./ Anfang 19. Jahrhundert, mit Kalkplattendach (nach 2001 erneuert) | D-1-76-121-17 zugehörig Wikidata | weitere Bilder |
| Papst-Viktor-Straße 3 (Standort)                               | Torturm der ehemaligen Marktbefestigung                                             | Mächtiger dreigeschossiger Turm mit Pyramiddach und rechteckigem Durchgang, mit angebautem Vortor, zweigeschossiger Steildachbau mit rundbogiger Durchfahrt, 1419 (dendro.dat). | D-1-76-121-74                    | weitere Bilder |
| Papst-Viktor-Straße 11 (Standort)                              | Ehemaliges Handwerkerhaus, jetzt Wohnhaus                                           | zweigeschossiger giebelständiger Flachsatteldachbau mit verputztem Fachwerkobergeschoss und Kalkplattendach, mit integriertem kleinem Stallteil, zweite Hälfte 17. Jahrhundert | D-1-76-121-69 Wikidata           | Ehemaliges Handwerkerhaus, jetzt Wohnhaus                                                                                |
| Pfaffenbügel ()                                                | Bildstock                                                                           | 19. Jahrhundert, erneuert; an der Straße nach Haunsfeld | D-1-76-121-37 Wikidata           | |
| Reichenaustraße 17 (Standort)                                  | Bauernhaus                                                                          | zweigeschossiger giebelständiger Satteldachbau, mit Kalkplattendach und Aufzugsluke, wohl 18. Jahrhundert; mit Kapellennische, gleichzeitig | D-1-76-121-19 Wikidata           | weitere Bilder |
| Sandleite, am alten Weg nach Eberswang ()                      | Kreuzigungsgruppe, auf dem Kalvarienberg                                            | 19. Jahrhundert | D-1-76-121-36 Wikidata           | |
| Sandleite, am Weg zum Burgstein, am Altmühlufer (Standort)     | Kapelle                                                                             | 19. Jahrhundert | D-1-76-121-32 Wikidata           | BW |
| Sandleite, am Rothersberg (Rothersteig ()                      | Kapellenbildstock                                                                   | 19. Jahrhundert) | D-1-76-121-33 Wikidata           | |
| Auf dem Weiherfeld ()                                          | Kapelle (sogenannte Sängerkapelle)                                                  | 19. Jahrhundert, wohl um 2000 erneuert | D-1-76-121-42 Wikidata           | |
| Tafernplatz 2 (Standort)                                       | Gasthaus                                                                            | zweigeschossiger giebelständiger Satteldachbau, mit reichem Fachwerkgiebel, 18./Anfang 19. Jahrhundert, stark erneuert | D-1-76-121-20 Wikidata           | weitere Bilder |
| Thorgasse 3 (Standort)                                         | Ehemaliges Gefängnis, jetzt Wohn- und Geschäftshaus                                 | erdgeschossiger breit gelagerter Satteldachbau, Anfang 19. Jahrhundert, Putzrahmung aus jüngerer Zeit; an die Pfarrkirche angebaut | D-1-76-121-22 Wikidata           | BW |
| Unterer Burghof (Standort)                                     | Scheune                                                                             | massiver breit gelagerter Satteldachbau mit Kniestock und Kalkplatten (erneuert), mittig rundbogiges Tennentor, wohl noch 18. Jahrhundert | D-1-76-121-26 Wikidata           | weitere Bilder |
| Unterer Burghof 1,in baulicher Verbindung mit Nr. 2 (Standort) | Wohnhaus                                                                            | zweigeschossiger Satteldachbau auf unregelmäßigem Grundriss, mit Kalkplattendach, 18./19. Jahrhundert | D-1-76-121-24 Wikidata           | BW |
| Unterer Burghof 2 (Standort)                                   | Torturm der Vorburg                                                                 | zweigeschossiger Turm mit Satteldach und Rundbogentor, 15./16. Jahrhundert, mit Ringmauer, gleichzeitig, mit angebautem Wohnhaus, zweigeschossiger Satteldachbau auf Bruchsteinsockel, im Kern 17./18. Jahrhundert | D-1-76-121-25 Wikidata           | weitere Bilder |
| Unterer Burghof 4 (Standort)                                   | Burg Dollnstein, Burgbefestigung                                                    | geringe Mauerreste der Burg Dollnstein, 12. Jahrhundert, stark eingewachsen, auf dem Burgfelsen gelegen | D-1-76-121-28 Wikidata           | BW |
| Unterer Burghof 5 (Standort)                                   | Ehemalige Burgstallungen, jetzt Tourismus- und Informationszentrum (Altmühlzentrum) | langgestreckter Satteldachbau mit Fachwerk-Obergeschoss und Kalkplattendach, bezeichnet mit dem Jahr 1831, im Kern spätmittelalterlich (dendrochronologisch datiert auf 1445), erneuert 1999 und 2007–10; an die Burgmauer des 11. Jahrhunderts angebaut                                                                                | D-1-76-121-10 Wikidata           | weitere Bilder |
| im Hochstraßenfeld (Wellheimer Straße) ()                      | Wegkapelle                                                                          | 19. Jahrhundert | D-1-76-121-41                    | |
| Wehrwinkel 7 (Standort)                                        | Wohnhaus                                                                            | eingeschossiger giebelständiger Bruchsteinbau mit hohem, traufseitig unverputztem Fachwerk-Kniestock und Kalkplattendach, im Kern 18. Jahrhundert; über großem, rückseitig in den anstehenden Felshang reichendem Gewölbekeller aus Kalkbruchstein, mit giebelseitig vorgelagertem überwölbtem Treppenabgang, wohl 15. /16. Jahrhundert | D-1-76-121-71 Wikidata           | BW |
| Wellheimer Straße (an der Abzweigung des Mooswegs) (Standort)  | Wegkapelle                                                                          | barocker Satteldachbau mit Bildnische, 18. Jahrhundert; mit Ausstattung; | D-1-76-121-39 Wikidata           | [[Vorlage:Bilderwunsch/code!/C:48.86798,11.075!/D:Wellheimer Straße (an der Abzweigung des Mooswegs), Wegkapelle!/\|BW]] |
| Ziegelgasse ()                                                 | Kapellenbildstock                                                                   | 19. Jahrhundert; mit Ausstattung; bei Ziegelhütte, an der Straße nach Eberswang | D-1-76-121-35 Wikidata           | |
| Ziegelgasse (Standort)                                         | Kapellenbildstock Hl. Dreifaltigkeit                                                | 19. Jahrhundert, erneuert; beim Pumpwerk, nahe der Straße nach Eberswang | D-1-76-121-34 Wikidata           | weitere Bilder |

### Breitenfurt
| Lage                                              | Objekt                  | Beschreibung | Akten-Nr.              | Bild           |
| ------------------------------------------------- | ----------------------- | --- | ---------------------- | -------------- |
| Figuracker, auf dem Schneiderberg (Standort)      | Dreifaltigkeitskapelle  | kleiner Satteldachbau, 19./20. Jahrhundert; auf dem Schneiderberg, südöstlich, in der Flur                                                                                           | D-1-76-121-46 Wikidata | BW             |
| auf dem Schneiderberg, südöstlich, im Wald ()     | Hirschkapelle           | 19./20. Jahrhundert; auf dem Schneiderberg, südöstlich, im Wald | D-1-76-121-47 Wikidata |                |
| Schulstraße 10 (Standort)                         | Filialkirche St. Ulrich | Romanische Chorturmanlage, 12./13. Jahrhundert, in der Barockzeit verändert, Turmerdgeschoss romanisch, Obergeschoss spätmittelalterlich, Turmhelm, 19. Jahrhundert; mit Ausstattung | D-1-76-121-43          | weitere Bilder |
| Viehtrieb, östlich oberhalb des Dorfes (Standort) | Flurkapelle Hl. Joseph  | kleiner Satteldachbau mit Vorhalle, um 1920; östlich oberhalb des Dorfes | D-1-76-121-45 Wikidata | BW             |

### Bubenrothermühle
| Lage           | Objekt                   | Beschreibung | Akten-Nr.     | Bild |
| -------------- | ------------------------ | --- | ------------- | ---- |
| Bubenroth 4 () | Ehemaliges Mühlengebäude | zweigeschossiger langgestreckter Bau mit Flachsatteldach und Kniestock, im Kern um 1651 (dendro.dat.), Veränderungen im 19. Jh. (im Inneren bezeichnet mit "1826") und um 1900 | D-1-76-121-94 |      |

### Eberswang
| Lage                         | Objekt                                   | Beschreibung | Akten-Nr.              | Bild           |
| ---------------------------- | ---------------------------------------- | --- | ---------------------- | -------------- |
| Kirchplatz (Standort)        | Solabrunnen                              | wohl mittelalterlich, Einfassungsmauer mit drei Pfeilern und Runddach, um 1950 | D-1-76-121-49 Wikidata | Solabrunnen    |
| Kirchplatz 2 (Standort)      | Filialkirche St. Sola, ehemals St. Alban | Saalkirche mit Steildach, 1720 auf älterem Kern erbaut, Dachreiter wohl 19. Jahrhundert; mit Ausstattung                                                                                   | D-1-76-121-48 Wikidata | weitere Bilder |
| Kreisstraße EI 16 (Standort) | Gedenkstein                              | zur Erinnerung an die Römerstraße, bezeichnet mit dem Jahr 1859; an der Straßenkreuzung nordöstlich des Ortes                                                                              | D-1-76-121-52 Wikidata | BW             |
| Römerstraße (Standort)       | Flurkapelle                              | kleiner Satteldachbau, 19. Jahrhundert; am südöstlichen Ortsrand unter alten Linden | D-1-76-121-51 Wikidata | weitere Bilder |
| Solastraße 4 (Standort)      | Ehemaliges Kleinbauernhaus               | Wohnstallbau mit massivem Erdgeschoss und hohem, verputztem Fachwerk-Kniestock, erste Hälfte 18. Jahrhundert, Stall-/Tennenteil mit leicht erhöhtem First, Anfang 20. Jahrhundert erneuert | D-1-76-121-70 Wikidata | BW             |
| Am Weg nach Schönfeld ()     | Wegkapelle Hl. Dreifaltigkeit            | barock | D-1-76-121-50 Wikidata |                |

### Hagenacker
| Lage                    | Objekt                                | Beschreibung | Akten-Nr.              | Bild |
| ----------------------- | ------------------------------------- | --- | ---------------------- | ---- |
| Eßlinger Weg ()         | Kapelle (ehemals St. Antonius)        | rechteckiger Steildachbau, mit hölzernem Dachreiter, um 1920 erbaut; mit Ausstattung | D-1-76-121-55 Wikidata |      |
| Hagenacker 2 (Standort) | Herrenhaus des ehemaligen Hammerwerks | giebelständiger zweigeschossiger Satteldachbau mit Kniestock und Kalkplatten, 17./18. Jahrhundert, mit Putzbandgliederung (modern), hölzerner Erker zweite Hälfte 19. Jahrhundert, im 20. Jahrhundert erneuert | D-1-76-121-54 Wikidata | BW   |

### Obereichstätt
| Lage                           | Objekt | Beschreibung | Akten-Nr.              | Bild                                         |
| ------------------------------ | --- | --- | ---------------------- | -------------------------------------------- |
| Allee 2 (Standort)             | Vier Adlermedaillons in der Front des Hauses | Oberlichtgitter an der Haustür, zwei Lampenkandelaber am Eingang; sämtlich Obereichstätter Gusseisenarbeiten, zweite Hälfte 19. Jahrhundert | D-1-76-121-56 Wikidata | Vier Adlermedaillons in der Front des Hauses |
| Allee 3 (Standort)             | Ehemaliges fürstbischöfliches Eisenhüttenwerk (sogenannter Eisenhammer), 1411 gegründet, 1932 aufgelöst, jetzt Künstlerrefugium in Privatbesitz | klassizistische Gebäudegruppe längs der Straße, eineinhalbgeschossige langgestreckte Walmdachbauten mit Rundbogenfenstern und Ecklisenen, mit Verbindungstrakt, erdgeschossiger Satteldachbau, von Michael Maurer errichtet, um 1830/40; Quellfassung im Hof, gleichzeitig | D-1-76-121-57 Wikidata | weitere Bilder                               |
| Am Hüttenbach 3 a (Standort)   | Katholische Kapelle St. Lambert, ehemalige Schlosskapelle eines Edelsitzes                                                                      | rechteckiger Steildachbau, 12. Jahrhundert, barockisiert, mit Dachreiter; mit Ausstattung | D-1-76-121-60 Wikidata | BW                                           |
| Am Hüttenbach 10 (Standort)    | Ehemalige Werkswohnung (sogenanntes Laborantenwohnhaus), jetzt Privatwohnhaus                                                                   | zweigeschossiger Satteldachbau mit Kalkplatten, wohl vor 1837 erbaut; nicht nachqualifiziert, im Bayerischen Denkmal-Atlas nicht kartiert | D-1-76-121-73          | BW                                           |
| Am Kirchbuck 6 (Standort)      | Katholische Pfarrkirche St. Johannes Evangelist                                                                                                 | romanische Chorturmanlage, Langhaus errichtet 1626, verlängert 1888, Turm im Kern romanisch, Obergeschoss 1626; mit Ausstattung | D-1-76-121-62 Wikidata | weitere Bilder                               |
| Lohäcker ()                    | Bildnische | mit Muttergottesfigur (Sandsteinfigur befindet sich heute in der Pfarrkirche), 14. Jahrhundert; am Fußweg nach Eichstätt, am Frauenfelsen | D-1-76-121-64 Wikidata |                                              |
| Am Hüttenbach 3 (Standort)     | Wohnhaus | erdgeschossiger traufständiger Satteldachbau, im klassizistischen Stil, mit Rundbogenfenstern, um 1840 | D-1-76-121-59 Wikidata | Wohnhaus                                     |
| Obere Dorfstraße 35 (Standort) | Wohnhaus | zweigeschossiger traufständiger Satteldachbau, mit Segmentbogenfenstern, um 1850 | D-1-76-121-63 Wikidata | BW                                           |

### Ried
| Lage                             | Objekt  | Beschreibung | Akten-Nr.              | Bild           |
| -------------------------------- | ------- | --- | ---------------------- | -------------- |
| Rieder Hauptstraße 14 (Standort) | Kapelle | rechteckiger zweiachsiger Satteldachbau, mit Fensterrose und Dachreiter (Glockenstuhl), 1728 erbaut, erneuert; mit Ausstattung | D-1-76-121-65 Wikidata | weitere Bilder |